# ألبرتو كوستا (سياسي)
ألبرتو كوستا (بالبرتغالية: Alberto Bernardes Costa‏) هو أستاذ مدرسة وسياسي برتغالي، ولد في 16 أغسطس 1947 في Évora de Alcobaça ‏ في البرتغال. نشط حزبياً في الحزب الاشتراكي (البرتغال). وقد انتخب وزير العدل (12 مارس 2005 – 26 أكتوبر 2009) وانتخب عضو مجلس الجمهورية ‏.